# Cardamine
Cardamine là chi thực vật có hoa trong họ Cải.